# Anozr Way
Anozr way (stylisé ANOZR WAY) est une start-up française fondée en 2019. Elle propose une plateforme logicielle de résolution des risques humains (informatique) et protection des personnes face à l’ingénierie sociale. 

## Historique
Alban Ondrejeck, ancien officier au sein des services de renseignement français, et Philippe Luc, ancien dirigeant du secteur de l’assurance, créent Anozr Way en février 2019 à Rennes. L'entreprise a pour objectif de fournir une solution de prévention et protection des risques informatiques basés sur la faille humaine plutôt que technique, via l'empreinte numérique des dirigeants et des employés. 
En 2021, Anozr Way lève 2 millions d'euros auprès d'un fonds de co-investissement de la Région Bretagne, de la BNP Paribas et de la BPI,. 
En 2023, la start-up remporte le grand prix du Forum international de la cybersécurité. Elle a aussi été retenue  par le magazine Challenges dans son classement annuel des start-up dans lesquelles il est conseillé d’investir,,. Elle lève 6 millions d'euros en 2024 dans le but de se développer au Canada et aux États-Unis.

## Produit
Anozr Way propose deux logiciels en tant que service (SaaS) complémentaires sous forme d'abonnement et conformes RGPD. Une application mobile permet à tout salarié d'une entreprise d'identifier quelles sont les données personnelles exposées ou fuitées le concernant. Cette application lui permet de bénéficier d'un plan d'actions de remédiation et de prévention personnalisé. L'autre logiciel est à destination des responsables de la sécurité, des directeurs des systèmes d'information, des responsables gouvernance, gestion des risques et conformité pour identifier les personnes les plus à risque dans l'organisation et piloter l'évolution de ce risque dans le temps.
Les clients de Anozr Way sont des entreprises de taille intermédiaire, des grandes entreprises, des entreprises du CAC40 (dont Thales), des organisations publiques et entités de la défense.